# クイーンズランド大学
クイーンズランド大学（クイーンズランドだいがく、英語: The University of Queensland、略称：UQ）は、オーストラリアクイーンズランド州ブリスベン、セントルシア地区に本部キャンパスを持つ州内で最長の歴史を持つ大学。クイーンズランド州で最も権威ある大学であり、オーストラリア国内でもトップクラスの学生が全土から集まることで知られる。オーストラリア国内で、常に5本の指に入る名門大学。米ペンシルベニア大学、加マギル大学、東京大学などの、国外名門大学との交換留学提携関係も持つ。研究を重視し、日本の旧帝国大学に当たるオーストラリアの大学連合 "Group of Eight"、国際的な大学提携 Universitas 21研究機構のメンバーであり、ノーベル賞受賞者も輩出している。

## 略史
1909年12月10日にサー・ウィリアム・マグレゴーを初代学長として、ブリスベン中心部に設立された。手狭になったために1930年にジェイムス・オニール・メインと彼の妹メリー・エミリア・メインによる基金によりセント・ルシアキャンパスが購入され、現在クイーンズランド工科大学のガーデンズポイントキャンパスがある場所からセントルシアへ移動された。また、キャンパスもガットン、1999年にはイプスウィッチに新設された。
2014年にはアメリカ前大統領バラク・オバマ氏がセントルシアキャンパスで公演を行った際に「科学と教育の分野において世界の中でも最高レベルの大学」と評価している。
また、日本で言うところの旧帝大に相当する、オーストラリア国内で屈指の研究大学が加盟する大学連盟Group of Eightにも属している。

## 世界ランキング
| 出版                   | 平均 | 2004 | 2005 | 2006 | 2007 | 2008 | 2009 |
| ---------------------- | ---- | ---- | ---- | ---- | ---- | ---- | ---- |
| Times Higher Education | 43   | 49   | 47   | 45   | 33   | 43   | 41   |

## キャンパス

### セントルシア・キャンパス
砂岩でアールデコ様式で初期に造られたグレートコートを中心に、運動施設、庭園、池、サイクリングロードなどを含む110ha（274エーカー）の広さをもつ。運動施設は21面の投光照明を持つテニスコート、オリンピック基準のプール、3階建て体育館、多目的体育館などがある。
- 交通
セントルシア・キャンパスはブリスベン川の半島に位置し、ブリスベンの中心部から南西へ5kmに位置する。公共交通は、シティ・キャット（フェリー）やバスが利用できる。

### イプスウィッチ・キャンパス
- 1999年開校
- 学生数：約4,000 名
- 面積：25ヘクタール

イプスウィッチ CBD 南部に位置する

### ガトン・キャンパス
- 1897年、クイーンズランド農業大学として開校
- 1990年、クイーンズランド大学 の機関になる。

### その他の学校
- Turbot Street
- UQ Regiment Indooroopilly
- Herston
- Pinjarra Aquatic Research Station
- Heron Island Research Station
- Moreton Bay Research Station

## UQ Union
学生組合、National Union of Students of Australia に参加

### Semper Floreat （Latin: "May it always flourish"） ：学生新聞
- 運営：UQ Union
- 1932年に、1人の編集者により創刊
- 2005年、隔月、60ページの雑誌になる；編集者3人

大学図書館、クイーンズランド州立図書館、クイーンズランド議会図書館、国立図書館（キャンベラ）にバックナンバーがある

## 研究施設
クイーンズランド大学の研究施設：
- Australian Institute for Bioengineering and Nanotechnology（AIBN）
- Global Change Institute (GCI)
- Institute for Molecular Bioscience (IMB)
- Institute for Social Science Research (ISSR)
- Mater Research Institute-UQ (MRI-UQ)
- Queensland Alliance for Agriculture and Food Innovation (QAAFI)
- Queensland Brain Institute (QBI)
- Sustainable Minerals Institute（SMI）

提携している研究センター：
- Australian Research Council Centre of Excellence for Quantum-Atom Optics
- Australian Research Council Centre of Excellence for Quantum Computer Technology
- National Research Centre for Environmental Toxicology （NRCET）
- Recover Injury Research Centre (RECOVER)
- Australian Genome Research Facility （AGRF）
- Co-operative Research Centre for Enterprise Distributed Systems Technology

## 学部
- Faculty of Business, Economics & Law（BEL）経営・経済・法律学術院 
  - School of Economics, 経済学部
  - T.C. Beirne School of Law 法学部
  - UQ Business School 商学部
- Faculty of Engineering, Architecture & Information Technology（EAIT）工学・建築・情報学術院 
  - School of Architecture 建築学部
  - School of Chemical Engineering　化学工学部
  - School of Civil Engineering　土木工学部
  - School of Information Technology and Electrical Engineering (ITEE)　情報技術・電気工学部
  - School of Mechanical and Mining Engineering 機械工学・鉱業工学部
  - Advanced Water Management Centre 水管理センター
- Faculty of Health and Behavioural Sciences (HABS) 健康・行動科学学術院 
  - Schooltation of Dentistry 歯学部
  - School of Health and Rehabilitation Sciences 健康・リハビリテーション科学部
  - School of Human Movement and Nutrition Sciences 人体運動・栄養科学部
  - School of Nursing, Midwifery and Social Work 看護学・助産学・ソーシャルワーク学部
  - School of Pharmacy 薬学部
  - School of Psychology 心理学部
- Faculty of Humanities and Social Sciences (HASS) 人文科学学術院 
  - School of Communication and Arts コミュニケーション・人文学部
  - School of Education 教育学部
  - School of Historical and Philosophical Inquiry 歴史&哲学研究部
  - School of Languages and Cultures 言語・文化学部
  - School of Music 音楽学部
  - School of Political Science and International Studies 政治学・国際研究学部
  - School of Social Sciences 社会科学部
- Faculty of Medicine 医学学術院 
  - School of Biomedical Sciences 生物医学部
  - School of Public Health 公衆衛生学部
  - School of Clinical Medicine 臨床医学部
  - UQ Centre for Clinical Research (UQCCR) UQ 臨床研究センター
- Faculty of Science 科学学術院 
  - School of Agricultural and Food Sciences 農学・食品科学部
  - School of Biological Sciences 生物科学部
  - School of Chemistry and Molecular Biosciences 化学・分子生物学部
  - School of Earth and Environmental Sciences 地球科学・環境科学部
  - School of Mathematics and Physics 数学・物理学部
  - School of Veterinary Science 獣医学部

## 著名な卒業生
- ピーター・ドハーティー　医学研究者。ノーベル生理学・医学賞受賞者
- ドロシー・ヒル (Dorothy Hill）地質学者、古生物学者
- ジェフリー・ラッシュ　俳優
- ビル・ハイドン　第21代オーストラリア総督
- クエンティン・ブライス　第25代オーストラリア総督、第24代クイーンズランド州総督
- ウォルター・キャンベル（Walter Campbell・元クイーンズランド州最高裁判所裁判官、元クイーンズランド大学長、元クイーンズランド州総督（第21代）
- レニーン・フォード（Leneen Forde）第22代クイーンズランド州総督
- ピーター・アーニソン (Peter Arnison）第23代クイーンズランド州総督
- ペネロープ・ウェンズリー（Penelope Wensley）第25代クイーンズランド州総督
- ポール・ド・ジャージー (Paul de Jersey) 第26代クイーンズランド州総督 (現職)
- マイク・アハーン (Mike Ahern) 第32代クイーンズランド州首相
- ウェイン・ゴス (Wayne Goss) 第34代クイーンズランド州首相
- ピーター・ビーティー (Peter Beattie) 第36代クイーンズランド州首相
- アンナ・ブライ (Anna Bligh) 第37代クイーンズランド州首相
- キャンベル・ニューマン (Campbell Newman) 第38代クイーンズランド州首相、第15代ブリスベン市長
- アナスタシア・パラスズキューク (Annastacia Palaszczuk) 第39代クイーンズランド州首相 (現職)
- マーク・マッゴーワン (Mark McGowan) 第30代西オーストラリア州首相(現職)
- サリヤーン・アトキンソン (Sallyanne Atkinson) 第12代ブリスベン市長
- Lee Boon Yang (Lee Boon Yang) 元シンガポール内閣府大臣、シンガポールプレスホールディングス社(SPH) Chairman
- ナタリー・クック（Natalie Cook）ビーチバレー、金メダリスト（シドニー・オリンピック）
- 御園和夫 関東学院大学名誉教授
- 別所智博 農林水産省技術総括審議官

## 学生寮
| 名称                                    | 所属                                | 入寮者数                             | 学部生の料金（2004年度） | 受入             |
| --------------------------------------- | ----------------------------------- | ------------------------------------ | --- | ---------------- |
| Cromwell College                        | オーストラリア連合教会              | 202名                                | 9,520豪ドル（約80万円）：21食、34週 | 男女学生受け入れ |
| Emmanuel College                        | オーストラリア連合教会 & 長老派教会 | 339名                                | 9,234豪ドル（79万円）から13,330豪ドル（113万円）： 週21食、34週間                                                                                              | 男女学生受け入れ |
| GATTON Hall of Residence                | 独立                                | 320名（内26名自炊）                  | 6,080豪ドル（52万円）から6,530豪ドル（56万円）、自炊：4,310豪ドルから4,820豪ドル：週19食、年間50食（自炊）                                                     | 男女学生受け入れ |
| International House （国内 & 国外学生） | 独立                                | 学部生:200名/食事付き 院生:40名/自炊 | 29,896豪ドル（最低）（84万円）- 食事付き ：21食/38週 $8,728（74万円）- 自炊の場合、別の料金が適用される ：48週                                                 | 男女学生受け入れ |
| St John's College                       | 聖公会                              | 250名 ＋ 大学院生用自炊寮28室        | 学部生：9,320豪ドル（79万円）：週21食、36週間 | 男女学生受け入れ |
| Union College                           | 独立                                | 341名                                | $9,500（81万円）：週17食（21食、後期）、38週間 | 男女学生受け入れ |
| Duchesne College                        | カトリック教会                      | 150名                                | 9,440豪ドル（81万円） Standard Room （2学期） $5,024（43万円）Ensuite Room （1学期）：週21食、34週間                                                           | 女子学生のみ     |
| Grace College                           | オーストラリア連合教会 & 長老派教会 | 181名（食事付き）                    | 標準部屋：7,000豪ドル （60万円）、 バスルーム付き：8,750豪ドル （75万円）：週21食、35週間                                                                      | 女子学生のみ     |
| Women's College                         | 独立                                | 188名                                | 9,710豪ドル（83万円）：週21食、34週間 | 女子学生のみ     |
| King's College                          | オーストラリア連合教会              | 245名                                | 標準部屋：10,660豪ドル（91万円）から12,250豪ドル（101万円）、 バスルーム付き （会員権付き）：11,750豪ドル（98万円）から13,434豪ドル（115万円）：週21食、34週間 | 男子学性のみ     |
| St Leo's College                        | カトリック教会                      | 161名                                | 9,900豪ドル（85万円）（スケジュールに従って支払われた場合）： 週21食、34週間                                                                                   | 男子学性のみ     |

### 公式
- University of Queensland（英語版）
- UQSport（英語版）

### 地図等
- Google 衛星画像 St Lucia campus（日本語版）

### その他
- Universitas 21（英語版）
- Group of Eight Universities（英語版）